# Aaron Shingler
Pas d'image ? Cliquez ici

a Compétitions nationales et continentales officielles uniquement.

b Matchs officiels uniquement.
Dernière mise à jour le 11 juillet 2023.
Aaron Shingler, né le 7 août 1987 à Aldershot en Angleterre, est un joueur international gallois de rugby à XV, évoluant au poste de troisième ligne aile ou de deuxième ligne.
Durant sa carrière, il joue tout d'abord avec le Llanelli RFC de 2007 à 2011 avant d'être repéré par les Scarlets où il évolue de 2009 à 2023, remportant le Pro12 à une reprise en 2017.
En parallèle, il est international gallois entre 2012 et 2020 et remporte deux Tournois des Six Nations en 2012, en réalisant le Grand Chelem, et en 2013.
Il est également un ancien joueur de cricket.
Son frère aîné Steven (en) est aussi un joueur de rugby à XV, évoluant principalement au poste de demi d'ouverture.

## Biographie
En avril 2023, il est annoncé qu'il prend sa retraite à cause de blessures et fait donc son départ des Scarlets à la fin de la saison.
Début novembre 2023, il est toutefois appelé par les Barbarians, pour disputer une rencontre amicale contre le pays de Galles, afin de remplacer Api Ratuniyarawa inculpé pour une agression sexuelle. Pendant cette rencontre, il prend place sur le banc des remplaçants et entre en jeu en seconde période mais son équipe s'incline 49-26.

## Statistiques en équipe nationale
- 27 sélections entre 2012 et 2020.
- 5 points (1 essai).
- Tournoi des Six Nations disputés : 2012, 2013, 2018 et 2020.
- Coupe du monde disputée : 2019 (6 matchs).

## Palmarès

### En province
- Vainqueur du Pro12 en 2017 avec les Scarlets.
- Finaliste du Pro14 en 2018 avec les Scarlets.

### En sélection nationale
- Vainqueur du Tournoi des Six Nations en 2012 (Grand Chelem) et 2013 avec le pays de Galles.